# 좌파 북클럽

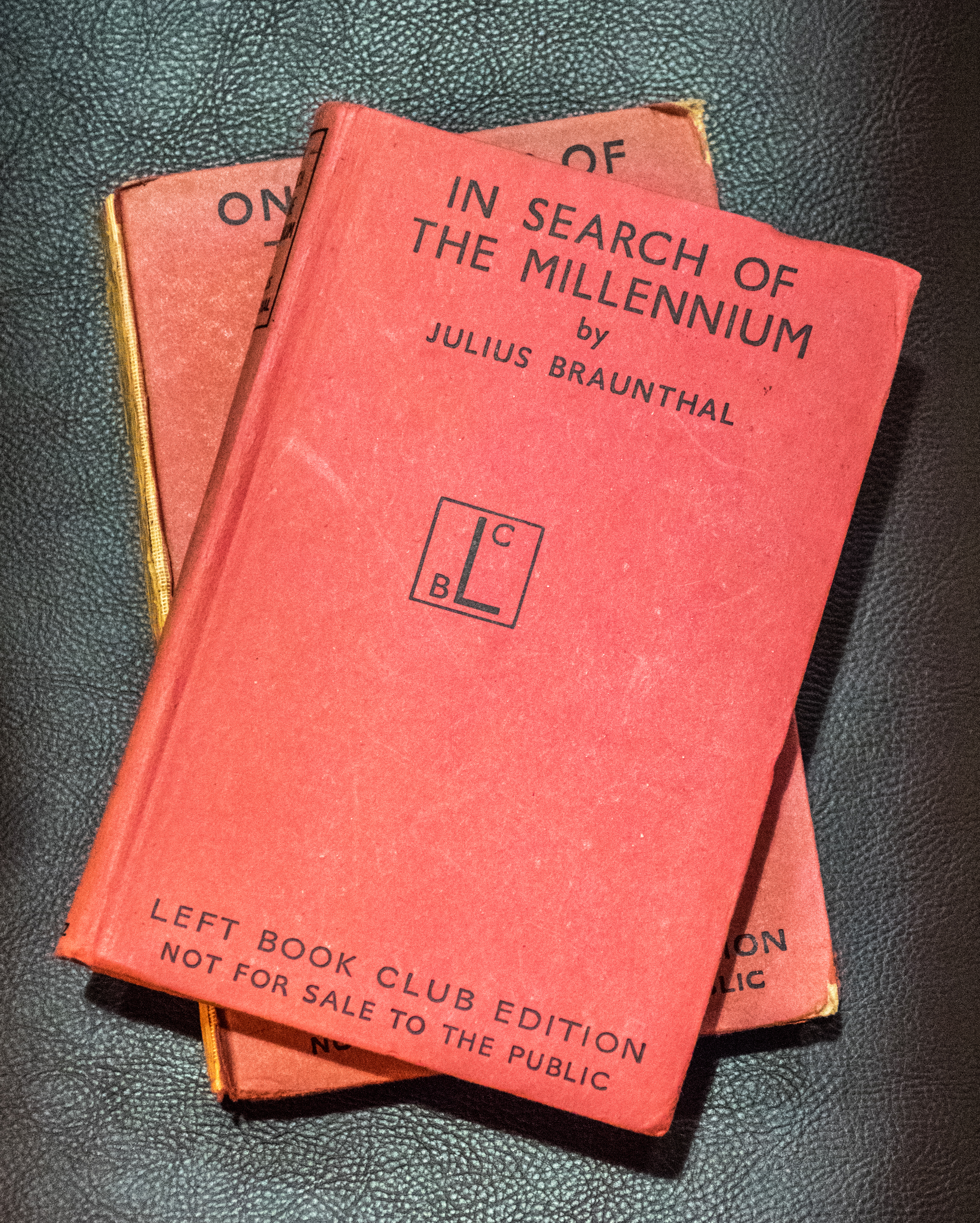

좌파 북클럽(The Left Book Club)은 1930년대 후반과 40년대 영국의 주요 좌익 단체로, 1936년에 스태포드 크립스와 빅토르 골란츠, 이블린 존 스트레이치가 영국의 좌파들에게 교육과 새바람을 넣어주기 위해 설립한 단체이다. "반파시즘과 세계평화를 위한 투쟁을 지원"하는 것을 목표로 한다. 2500명을 모으면 손익분기를 넘긴다고 생각하며 만들었는데 첫해말에 4만명, 39년까지 5.7만명의 회원을 유치했다.
매월 골란츠와 그의 위원회(해럴드 래스키 & 존 스트레이치)는 책을 선정하여 회원들에게 보내주었는데 그 회원들의 상당수는 전국에 산재한 1500여개의 좌파 토론그룹에 속해있었다. 책 저자 목록에는 G. D. H. 콜, 앙드레 말로, 캐서린 버드킨, 클레멘트 애틀리, 조지 오웰, 아서 쾨슬러, 존 스트레이치, 클리퍼드 오데츠, 에드가 스노, 엘렌 윌킨슨, 리처드 토니, 레옹 블룸, J.B.S. 할데인, 스티븐 스펜더 등이 포함되어 있었다.
책과 팜플렛은 눈에 확 들어오는 주황색(36-38년 사이의 일반판)이거나 빨간색(38-48년 사이의 양장본)이었고, 회원들에게만 싸게 판다는 점 때문에 한정판다운 멋이 있었다. 많은 책들이 좌파 북클럽판으로만 나왔고, 월단위로 회원들에게 배포되었으며 간혹 진보적인 고전들이 재출간되어 배포되기도 하였다. 역사, 과학, 르포, 문학 등이 나왔지만 모두 약간 좌익성향을 가지고 있다는 공통점이 있었다.
북클럽의 저자들은 대부분 공산당원이거나 유사한 성향이었으므로, 1939년 독소불가침조약이 맺어질 때까지 스탈린의 소련 비판을 하지 않는 분위기였다. 오웰의 카탈로니아 찬가가 출간거부된 것도 그때문이다. 사실 스탈린주의를 찬양하는 책도 종종 출간했다. 예를 들어 더들리 콜라드의 라덱 재판과 소련의 정의(Soviet Justice and the Trial of Radek and Others)는 공개재판을 두둔하기 위한 것이었고, 팻 슬론의 소련의 민주주의(Soviet Democracy)는 스탈린 헌법을 옹호하는 선동적 책자였다. 시드니 웨브와 부인 베아트리스 웨브의 소련 공산주의:새로운 문명(Soviet Communism: a new civilisation)을 재출간하기도 했고, 존 캠벨의 소련 정책 비판(Soviet Policy and its Critics)은 트로츠키에 대한 맹렬한 비판이었으며 휴렛 존슨의 세상의 6번째 사회주의자(The Socialist Sixth of the World)같은 책도 좌파 북클럽에서 나왔다.
그러나 1940년 초에 골란츠는 공산당과 멀어졌고 북클럽도 1948년까지 사민주의적인 노선으로 흘러갔다. 이 과정은 조지 오웰도 글을 기고한 좌파의 배신(Betrayal of the Left)이라는 단행본에 묘사된 바 있다. 많은 회원 모집과 대중적 성공으로 종이를 많이 사용하게 된 골란츠는 전쟁통에 종이 공급이 줄어 한달에 책 한권정도만 내고 지내기도 했다. 골란츠는 일반인들을 위한 좀 더 짧은 논문을 내는 '빅토리 북스'라는 시리즈를 시도했고 두권의 베스트셀러를 만들었다. (마이클 풋의 Guilty Men과 톰 윈트링엄의 Your M.P.)
책 이외에도 좌파 북클럽은 월간 뉴스레터를 만들었는데 시작은 소박한 북클럽 뉴스였지만 점차 커져서 레프트 뉴스라는 국제정치와 사회이슈를 다루는 잡지가 되었다.
골란츠는 간섭 심한 편집자로도 유명했는데 그가 펴낸 오웰의 위건 부두로 가는 길의 경우 노동계급에 대한 이해가 떨어지는 중산층 사회주의자를 비판하는 내용이 담긴 서문을 빼버리자고 주장했으며 오웰의 승인없이 재판을 찍을 때 빼버린 적도 있다.
2006년에 에드 밀리밴드는 옛 문헌들을 제공하는 좌파 북클럽 온라인을 개설했는데 지금은 폐쇄된 것 갈다. 영국의 일부 출판인들이 좌파 북클럽의 책들을 다시 찍어내려는 유한회사를 만들었고 2007년에 LeftBookClub.com을 오픈했다.